# Amelie Schütky
Amelie Schütky, auch Amélie Schütky, verheiratete Amelie Schmautz-Schütky, (um 1866 in Stuttgart – nach 1917) war eine österreichische Opernsängerin (Sopran), Gesangspädagogin und Schriftstellerin.

## Leben
Schütky wurde zuerst von ihrem Vater, dem Komponisten Franz Josef Schütky, unterrichtet und dann von Pauline Viardot-Garcia in Paris weiter ausgebildet.
Sie debütierte 1880 in Stuttgart und sang dann von 1884 bis 1885 am Stadttheater Nürnberg und von 1886 bis 1887 am Stadttheater von Ulm. 1888 wurde sie an das Hoftheater Stuttgart berufen, an dem sie bis 1906 eine große Karriere durchlief.
Ab 1906 arbeitet sie als Gesangspädagogin und Schriftstellerin und Librettistin. Sie ist bis 1918 in Stuttgart nachweisbar.
Sie galt als ausgezeichnete dramatische und Koloratursängerin, hauptsächlich in italienischen Opern. Ihre prächtige, wohlgeschulte Sopranstimme erfuhr nicht minderes Lob wie ihr dramatisches Spiel. Von ihren meist fesselnden Leistungen, von echt künstlerischem Geist getragenen Leistungen seien hervorgehoben: „Aida“, „Santuzza“, „Gräfin“ in Figaro, „Lucia“, „Leonore“ in Fidelio, „Frau Fluth“, „Amelia“ etc.
Ihre Schwester war die Opernsängerin Fernande Schütky.